# Oidium mangiferae
Oidium mangiferae är en svampart som beskrevs av Berthet 1914. Oidium mangiferae ingår i släktet Oidium och familjen Erysiphaceae.   Inga underarter finns listade i Catalogue of Life.

## Källor

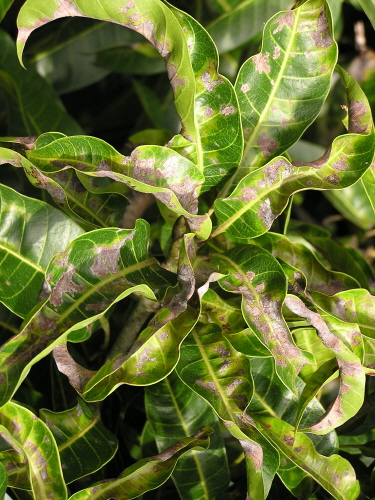
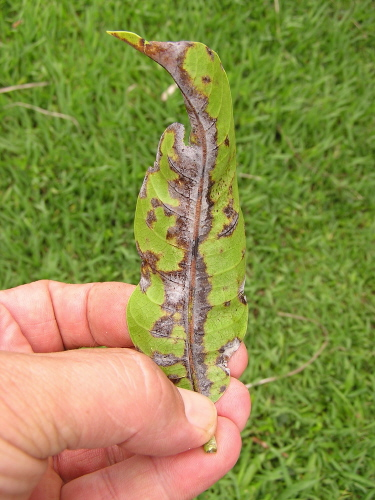
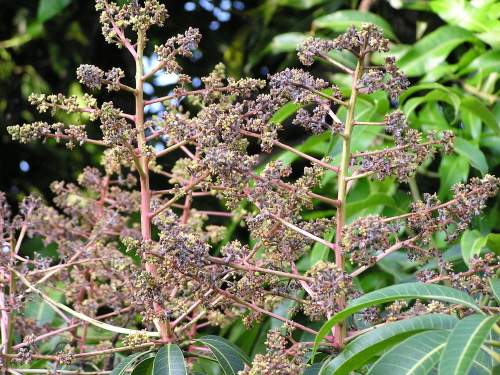